# Mudazumo Naki Kaikaku
Mudazumo Naki Kaikaku (яп. ムダヅモ無き改革, англ. The Legend of Koizumi, укр. Легенда про Койдзумі) — політична сейнен-манґа, намальована манґакою під псевдонімом Хідекі Оовада, про легендарного Койдзумі.

## Сюжет
Великий і могутній, непереможний Койдзумі Дзюн'ітіро! Він такий крутий, що навіть північні корейці зі своїм ядерним потенціалом нервово курять осторонь. Великий прем'єр міністр Японії гастролює по світу в пошуках партнерів у грі в маджонґ, попутно вирішуючи ряд політичних питань. На його шляху постають: китайці, корейці, американці та навіть українці.

## Цікавинки
- Саме у цій манзі вперше була історія про Юлію Тимошенко[2].